# Phare sur pilotis

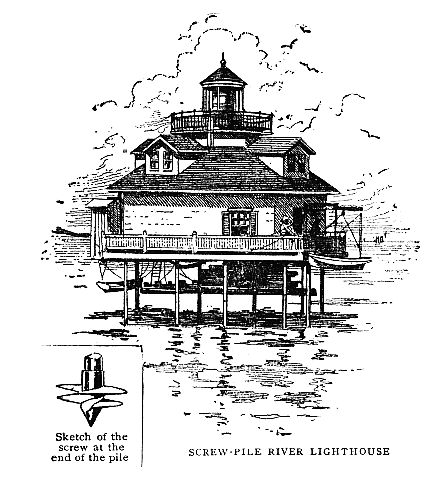
Phare sur pilotis de Sea Stories.

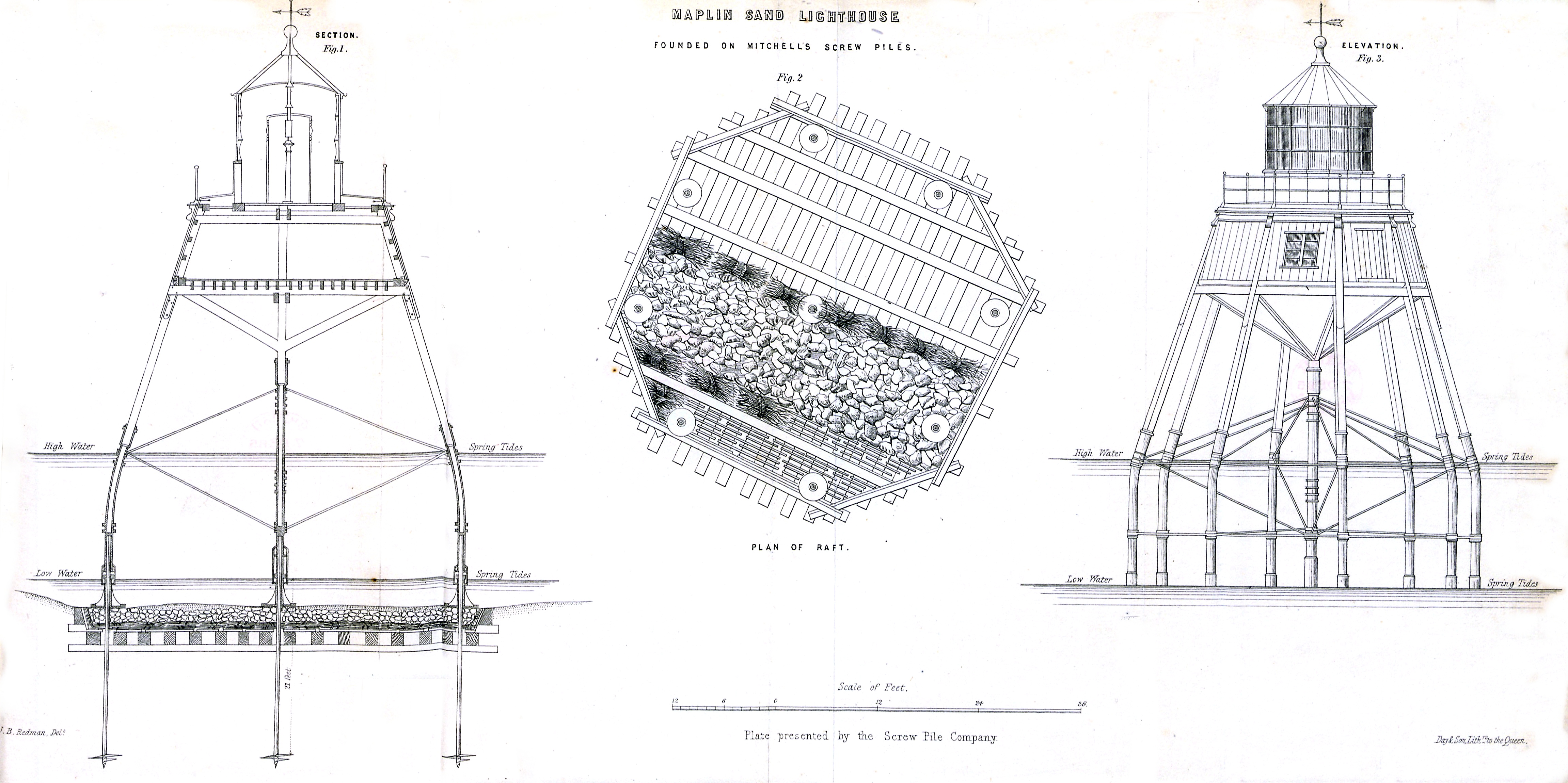
Phare sur pilotis de Maplin Sands.

Un phare sur pilotis ou phare à pieux vissés est un phare qui se dresse sur pilotis et dont les pieux sont vissées dans une mer de sable ou de boue ou au fond d'un cours d'eau navigable. Le premier phare sur pilotis est construit par l'ingénieur irlandais Alexander Mitchell (en). La construction débute en 1838 à l'embouchure de la Tamise et est connue sous le nom de phare de Maplin Sands (en). Il est allumé pour la première fois en 1841. Cependant, bien que sa construction ait commencé plus tard, le Wyre Light (en) à Fleetwood (Royaume-Uni) a été le premier à être allumé (en 1840).
Aux États-Unis, plusieurs phares sur pilotis sont construits dans la baie de Chesapeake en raison de son fond mou estuarien. Les cours d'e de Caroline du Nord possèdent également de nombreux phares sur pilotis. Le phare sur pilotis typique est un bâtiment en bois hexagonal, possédant des lucarnes et une coupole de lumière.

## Histoire
Des phares à tour squelettique tubulaire sont construits généralement en fonte mais aussi en fer forgé, à la fois sur terre et en mer, généralement sur des fonds mous tels que la boue, le sable et les marécages. Alexander Mitchell (en)  invente le phare sur pilotis, une amélioration majeure par rapport au type de construction standard. Avec son fils, il brevète sa conception de pieux vissés en fer forgé en Angleterre en 1833. Le phare de Walde dans le Nord de la France (Pas-de-Calais), est établi en 1859. Il est basé sur l'invention de Mitchell. Bien qu'abandonné en 1998 et dépouillé de sa lanterne, c'est le seul phare sur pilotis subsistant en France.

### Phares sur pilotis aux États-Unis
Le premier type de phare sur pilotis construit aux États-Unis est le phare de Brandywine Shoal, dans la baie du Delaware, une zone desservie par un bateau-phare depuis 1823. Un phare ordinaire s'y trouvait brièvement en 1828 mais a été détruit par la glace. Le major Hartman Bache, un ingénieur distingué de l'Army Corps of Topographical Engineers (« Corps d'armée des ingénieurs topographiques »), commence les travaux en 1848 et les terminent en 1850, pour un coût total de 53 317 dollars. Alexander Mitchell (en) est le consultant chargé des travaux. Les pieux sont retournés par un cabestan de 4 pieds (1,22 m) manœuvré par 30 hommes. Pour protéger la structure des banquises, un navire brise-glace composé d'une jetée de 30 pieux en fer de 23 pieds (7,01 m) de long et de 5 pouces (12,7 cm) de diamètre est vissé au fond de la mer et connectés à leurs sommet, au-dessus de l'eau, les renforçant ensemble. Par la suite, cependant, l'utilisation de phares à caissons (en) s'est avérée plus fiable pour les endroits sujets à la glace.

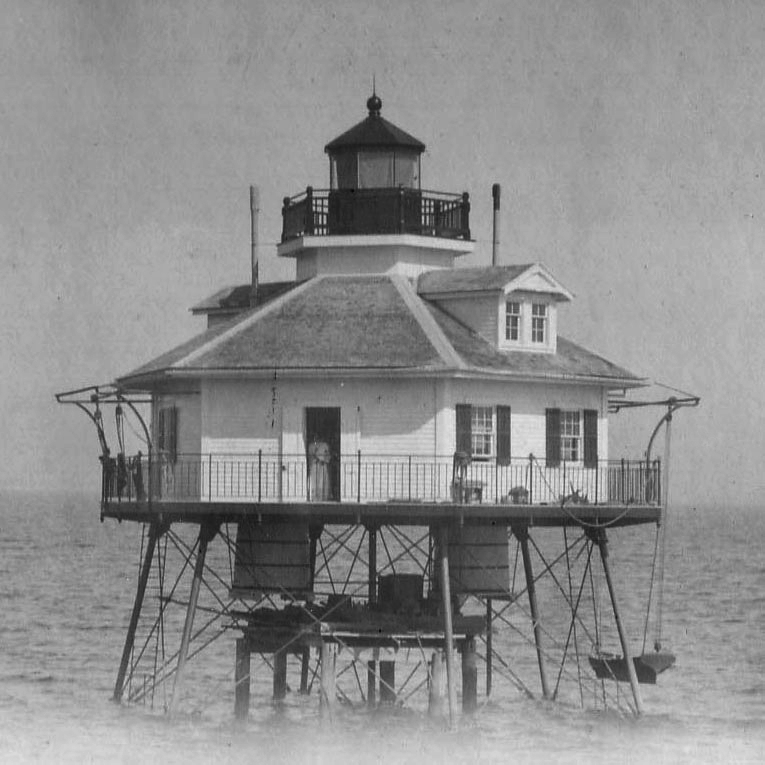
Phare de Middle Bay dans la baie de Mobile.

Les phares sur pilotis étant relativement peu coûteux, faciles et rapides à construire, ils deviennent particulièrement populaires après la guerre de Sécession lorsque le Lighthouse Board décide de remplacer les bateaux-phares par des phares sur pilotis. La plupart des phares sur pilotis sont fabriqués avec des pieux en fer, bien que quelques-uns aient été fabriqués avec des pieux en bois recouverts de manchons en métal. Le phare sur pilotis typique est hexagonal ou octogonal et consiste en un pieux central qui est d'abord mis en place, puis six ou huit pieux périphériques vissés autour de lui.

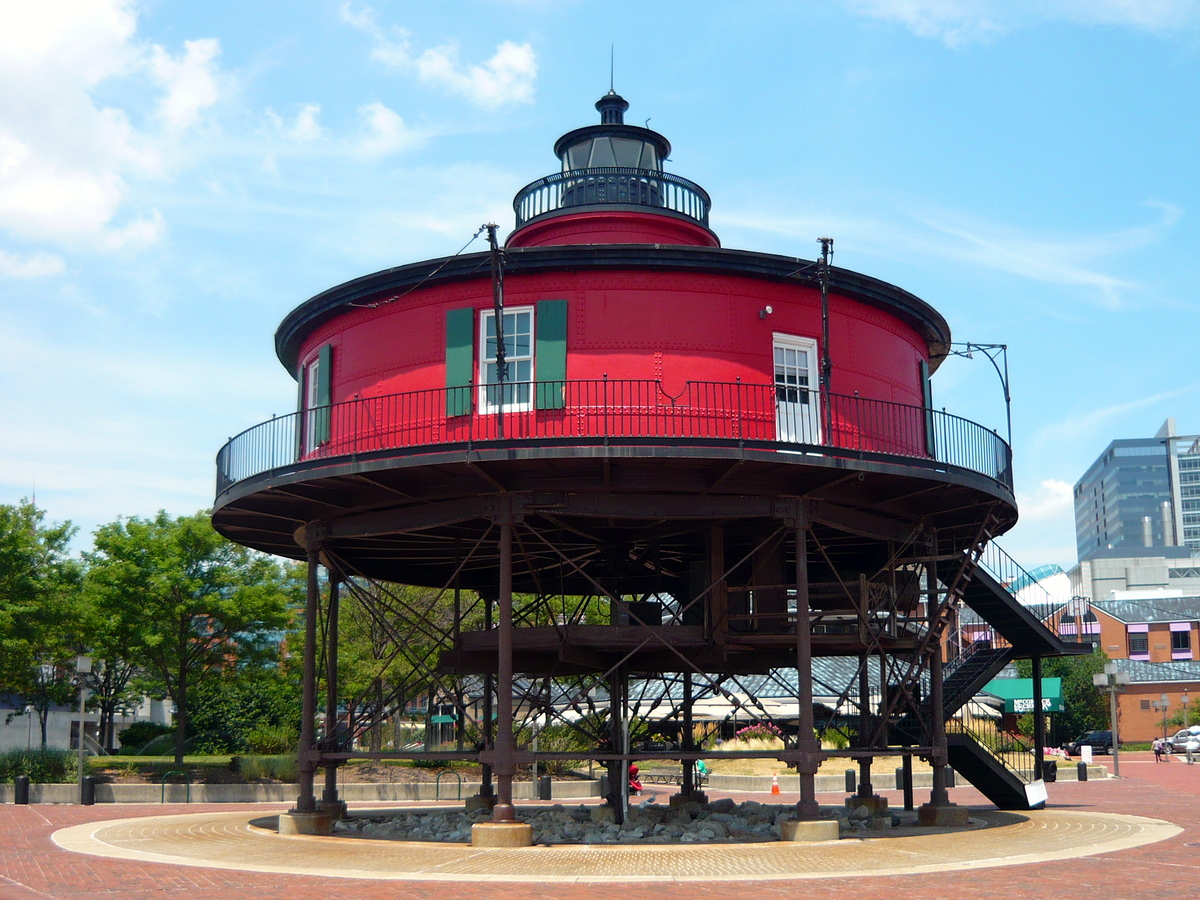
Phare de Seven Foot Knoll, Inner Harbor, Baltimore (Maryland).

Des pieux métalliques ont été utilisés pour former la fondation de nombreux phares construits sur des fonds sablonneux ou boueux. La bride en fonte hélicoïdale ou en forme de vis à l'extrémité du pieu métallique est forée dans le fond augmentant la capacité portante du pieu ainsi que ses propriétés d'ancrage. Malgré cela, les phares construits avec ces fondations se sont révélés vulnérables à la banquise.
Dans des zones telles que les Keys (en Floride), où le fond est constitué de roche de corail mou, des phares possédant des pieux en forme de disques sont construits. Des pieux en fer forgé sont alors enfoncés à travers un disque en fonte ou en acier qui repose sur le fond marin jusqu'à ce qu'un épaulement sur le pieu empêche une pénétration supplémentaire. Le disque répartit plus uniformément le poids de la tour sur le fond.
Dans les zones de récifs coralliens où le sable est présent en grande quantité, une vis en acier moulé est installée à l'extrémité du pieu pour lui donner plus de capacité d'ancrage. Les batardeaux sont utilisés dans des eaux peu profondes où il n'était pas nécessaire de pénétrer profondément dans le fond. Le batardeau permet de pomper l'eau à l'intérieur du barrage et de construire la fondation à sec.
Une centaine de phares sur pilotis de type cottage (habitation en bois d'un demi-étage) sont construits dans les détroits de la Caroline du Nord et de la Caroline du Sud, dans la baie de Chesapeake, dans la baie de la Delaware, le long du golfe du Mexique, dans le détroit de Long Island et à Maumee Bay (en). Peu existent encore aujourd'hui. Beaucoup ont été remplacés par des phares à caisson.

## Exemples

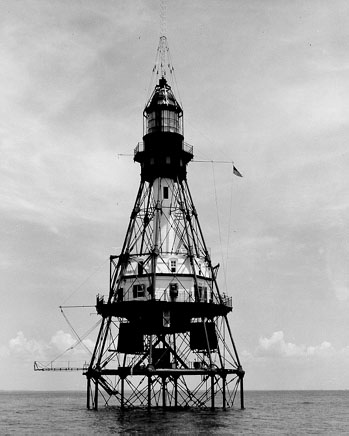
Phare de Fowey Rocks, en Floride.

- Le phare de Spit Bank, à Cork Harbour (Irlande) construit par Alexander Mitchell entre 1851 et 1853.
- Le phare de Carysfort Reef, à 4 milles marins (7,408 km) à l'est de Key Largo (Floride)  construit en 1852. Il était le plus ancien phare sur pilotis encore en service aux États-Unis, jusqu'à sa désactivation en 2014[3]. Les phares sur pilotis sur les récifs de Floride sont de hautes tours, avec des quartiers d'habitation et de travail
- Le phare de Seven Foot Knoll, construit en 1856 et est le plus ancien phare sur pilotis du Maryland. Il est initialement installé sur un fond marin peu profond, à l'embouchure du fleuve Patapsco. Le tronçon nord de ce fleuve est le port intérieur de Baltimore, où se situe le phare aujourd'hui désaffecté et transformé en musée.
- Le phare de Thomas Point Shoal est un phare historique de la baie de Chesapeake et le phare le plus connu du Maryland.
- Le phare de Drum Point, situé à l'origine au large de Drum Point à l'embouchure du fleuve Patuxent, est maintenant exposé au musée marin de Calvert.
- Le phare de Hooper Strait, situé à l'origine à l'entrée du Tangier Sound (en), est maintenant exposé au musée maritime de la baie de Chesapeake.
- Le phare de Roanoke River est construit en 1877 et est déplacé deux fois. C'est le seul phare sur pilotis qui subsiste en Caroline du Nord.
- Le phare de Fowey Rocks, construit en 1878, se trouve à 11 kilomètres au sud de Key Biscayne (Floride). En 2019, c'est le dernier phare sur pilotis encore en activité dans récif de Floride.
- Le phare d'American Shoal, achevé en 1880 et désactivé en 2015, est situé à l'est des Saddlebunch Keys, dans les Florida Keys.
- Construit en 1885, le phare de Middle Bay dans la baie de Mobile (Alabama) est un exemple classique de phare sur pilotis.
- Le phare de Gunfleet (en) au large de Frinton-on-Sea dans l'Essex est construit en 1850 et abandonné en 1921.

## Répliques
- Une réplique grandeur nature du phare de Stingray Point autrefois situé à Stingray Point (en) près de l'embouchure du fleuve Rappahannock, peut être visité en Virginie.
- Une réplique du phare de Roanoke Marshes (en) surplombe le détroit de Roanoke dans le village de Manteo (Caroline du Nord) sur l'île de Roanoke.

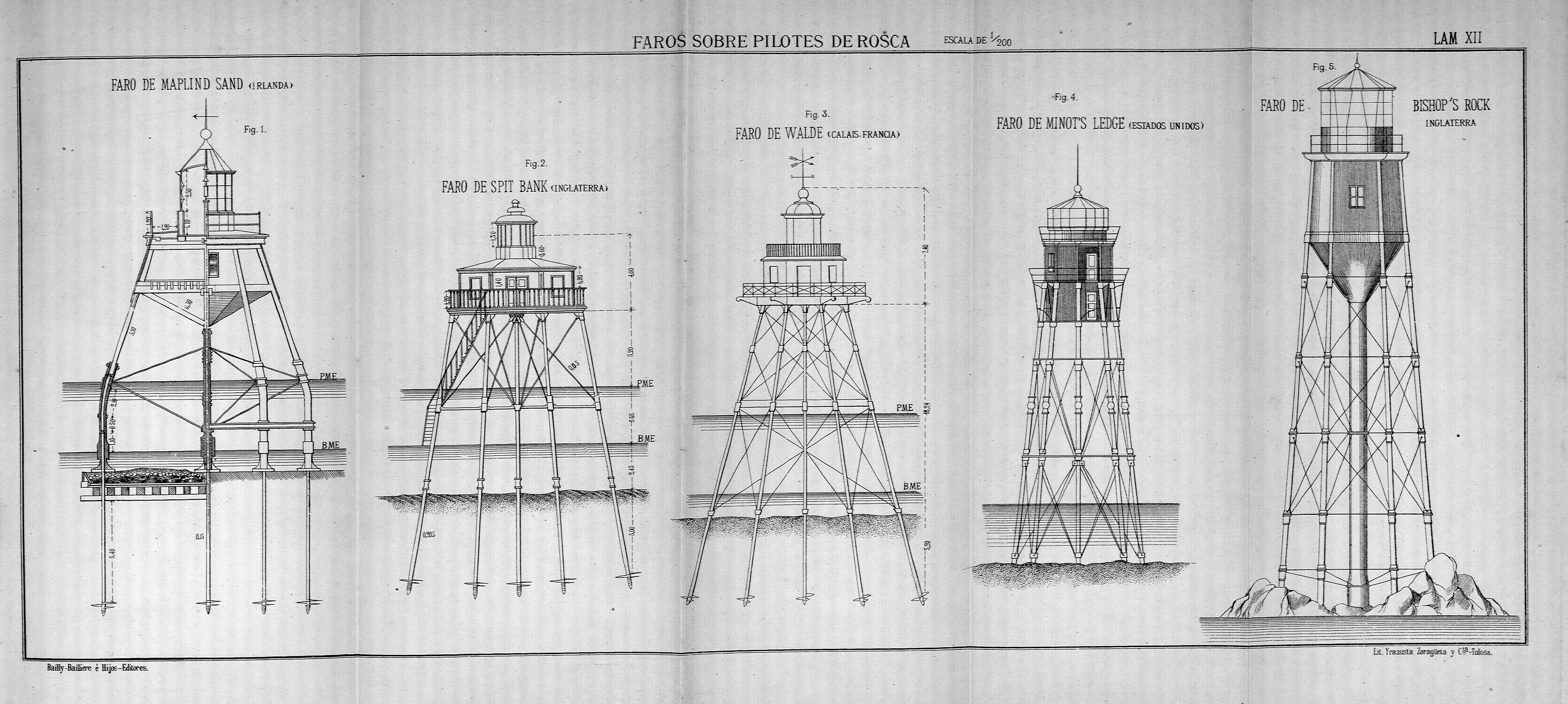
Exemples de phares sur pilotis d'après un dessin de José Eugenio Ribera.

- Une réplique du phare de Roanoke River est situé à Plymouth (Caroline du Nord).
- Une réplique du phare de Choptank River se dresse à Cambridge (Maryland).